# 3235 Мельхіор
3235 Мельхіор (3235 Melchior) — астероїд головного поясу, відкритий 6 березня 1981 року.
Тіссеранів параметр щодо Юпітера — 3,293.